# Рясне (Богодухівський район)
Рясне́ — село в Золочівській громаді Богодухівського району Харківської області України. Населення становить 643 осіб.

## Історія
12 червня 2020 року, розпорядженням Кабінету Міністрів України № 725-р «Про визначення адміністративних центрів та затвердження територій територіальних громад Харківської області», увійшло до складу Золочівської селищної громади.
19 липня 2020 року, в результаті адміністративно-територіальної реформи та ліквідації Золочівського району, село увійшло до складу Богодухівського району.

## Населення

### Мова
Розподіл населення за рідною мовою за даними перепису 2001 року:
| Мова                | Відсоток |
| ------------------- | -------- |
| українська          | 87,59%   |
| російська           | 10,89%   |
| білоруська          | 1,4%     |
| інші/не визначилися | 0,12%    |

## Географія
Село Рясне знаходиться на правому березі річки Мерла, біля її витоків, на річці кілька загат, нижче за течією на відстані 3,5 км розташоване село Писарівка. До села примикають невеликі лісові масиви (дуб).

## Відомі люди
- Зіновьєв Євгеній Ельманович (1995—2023) — солдат Збройних сил України, відзначився у ході російського вторгнення в Україну, учасник російсько-української війни, Герой України з удостоєнням ордена «Золота Зірка» (посмертно).
- Онуфрієнко Юрій Іванович — російський льотчик-космонавт.